# Globba macroclada
Globba macroclada är en enhjärtbladig växtart som beskrevs av François Gagnepain. Globba macroclada ingår i släktet Globba och familjen Zingiberaceae. Inga underarter finns listade i Catalogue of Life.